# Moidore

Croce di Gerusalemme

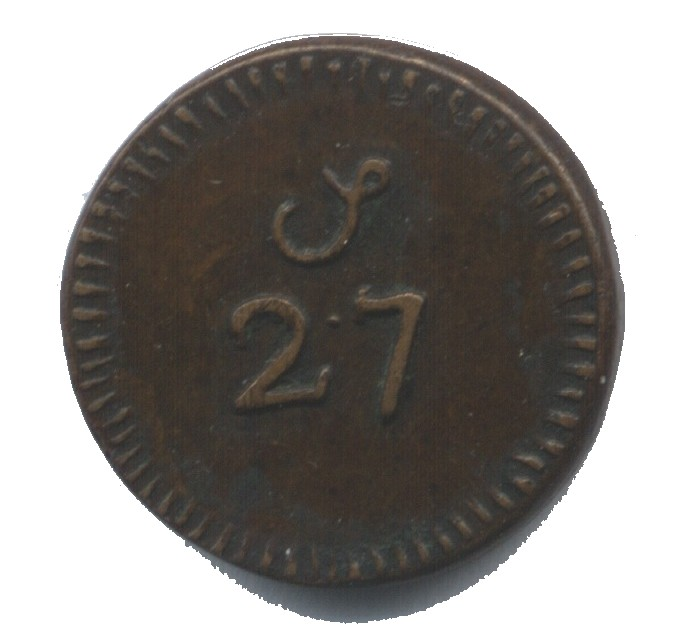
Un peso monetale per un moidore con l'indicazione del valore in scellini

Moidore è il nome dato dagli inglesi alla moneta da 4 cruzado (o 4000 reis), una moneta d'oro portoghese di ca. 9,33 grammi, coniata tra il 1640 ed il 1720.
Al diritto presentava lo stemma coronato del Portogallo ed al rovescio la croce di Gerusalemme
Valeva 27 scellini.
Fu la valuta corrente in gran parte dell'Europa occidentale e nelle Americhe.
Era anche la moneta principale usata in Irlanda all'inizio del XVIII secolo.
Il nome moidore deriva dal Portoghese moeda de ouro, che significa "moneta d'oro".